# Lanfranc van Bec

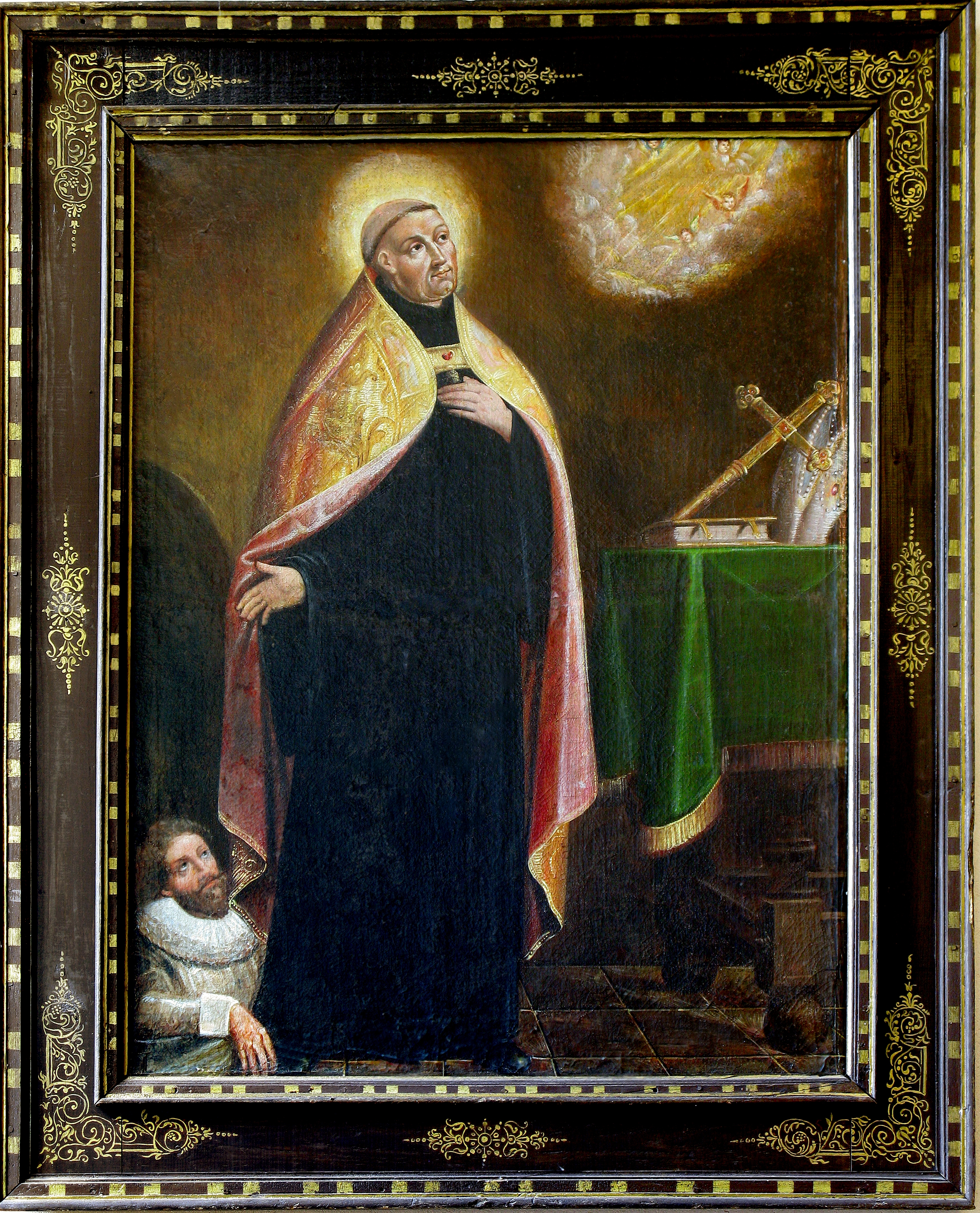
Lanfranc van Bec

Lanfranc van Bec (Pavia, omstreeks 1005 - Canterbury, 24 mei 1089) was een cluniacenzer monnik en geleerde van Italiaanse komaf.
Lanfranc had in het Normandische Avranches als hoofd van de kathedraalschool en nadien in de abdij van Bec al naam gemaakt als geleerde Bijbeluitlegger en scherpzinnig denker toen hij in 1070 door Willem de Veroveraar werd benoemd als aartsbisschop van Canterbury als opvolger van de afgezette Stigand. Na zijn dood in 1089 werd hij hier opgevolgd door zijn vroegere leerling Anselmus van Canterbury.

## Vroege jaren
Lanfranc werd in het eerste decennium van de 11e eeuw in Pavia geboren. Latere schrijvers stelden dat zijn vader, Hanbald, daar een rang had, die in grote lijnen gelijkstaat aan magistraat. Reeds op jonge leeftijd werd hij wees.
Lanfranc werd in zijn geboorteland opgeleid in de zeven vrije kunsten. Om onbekende redenen en op een onduidelijk tijdstip stak Lanfranc de Alpen over. Al snel vervulde hij in Frankrijk de rol van leraar. Uiteindelijk kwam hij in Normandië terecht. Rond 1039 werd hij meester van de kathedraalschool in Avranches, waar hij gedurende drie jaar met opvallend succes lesgaf. In 1042 omarmde hij echter de monastieke roeping en trad in in de door Herluin nieuw opgerichte abdij van Bec. Tot 1045 leefde hij daar in absolute afzondering. Hij wordt beschouwd als de architect van de Abbaye aux Hommes te Caen. Deze abdij werd de laatste rustplaats van Willem de Veroveraar.

## Leraar en geleerde
In 1045 werd Lanfranc door abt Herluin overgehaald om een school te openen in het klooster. Vanaf het eerste moment was hij een gevierd docent (totius Latinitatis Magister). Zijn pupillen kwamen niet alleen uit Frankrijk en Normandië, maar ook uit Gascogne, Vlaanderen, Duitsland en Italië. Velen van hen zouden achteraf hoge posities in de kerk gaan bekleden; een mogelijke student, Anselmus van Badagio werd paus onder de naam van Alexander II, een ander, Anselmus van Bec zou  Lanfranc als aartsbisschop van Canterbury opvolgen. Op deze manier zette Lanfranc de zegel van de intellectuele activiteit op de hervormingsbeweging, waarvan Bec het centrum was. De favoriete onderwerpen van zijn lezingen waren logica en dogmatische theologie. Lanfranc werd dan ook uitgenodigd om de leer van de transsubstantiatie te verdedigen tegen de aanvallen van de Berengarius van Tours. Hoewel Berengarius zijn persoonlijke vriend was geweest nam hij deze taak met grote ijver op zich; hij was de voorvechter van de orthodoxie in de concilies van Vercelli (1050), Tours (1055) en Rome (1059).
Het wordt aan Lanfrancs invloed toegeschreven dat Hildebrand (paus Gregorius VII) en de meer ruimdenkende kardinalen, de zaak van Berengarius van Tours in de steek lieten. Onze kennis van Lanfrancs polemiek is voornamelijk gebaseerd op zijn traktaat De corpore et sanguine Domini, dat hij vele jaren later (na 1079) schreef, toen de leer van Berengarius al lang was veroordeeld. Hoewel hij geen tekenen van metafysische geneigdheid verraadde, werd Lanfrancs werk als afdoende beschouwd. Het werk diende een tijd lang als tekstboek in de kathedraalscholen. Het wordt vaak gezegd dat in dit werk voor het eerst het Aristotelische onderscheid tussen substantie en accident werd toegepast om de eucharistische transformatie te kunnen verklaren. Het is de belangrijkste van de overlevende werken die aan Lanfranc worden toegeschreven.

## Prior en abt
Te midden van Lanfrancs scholastieke en controversiële activiteiten werd Lanfranc steeds meer een politieke kracht. De latere traditie vertelt dat toen hij prior van de abdij van Bec was, hij zich in 1053 tegen het niet-canonieke huwelijk van hertog William met Mathilde van Vlaanderen verzette. Hij ging daarin zover dat hij werd verbannen. Deze ruzie werd echter bijgelegd toen hij op het punt van vertrek stond. Hij nam nu de moeilijke taak op zich om goedkeuring van de paus voor dit huwelijk te verkrijgen, Hij was hierin succesvol. In hetzelfde concilie van Rome als waar hij zijn derde overwinning op Berengarius behaalde (1059) werd ook het huwelijk tussen Willem en Mathilde goedgekeurd. Voor dit staaltje van diplomatiek kunnen bleef Willem de Veroveraar hem blijvend dankbaar. Bij de beoordeling van dit verhaal kan het wel relevant zijn, dat er geen betrouwbare bron bestaat, die ons kan vertellen wat het exacte beletsel voor dit huwelijk was. In 1066 werd Lanfranc de eerste abt van de abdij van Sint-Stefanus in Caen, een klooster dat de hertog zogenaamd zou hebben gesticht als boetedoening voor zijn ongehoorzaamheid aan de Heilige Stoel.
Voortaan oefende Lanfranc een merkbare invloed uit op het beleid van zijn meester. Willam nam het cluniasenser programma van kerkelijke hervormingen over. Hij verkreeg de steun van Rome voor zijn Engelse expeditie verkregen door de houding van een kruisvaarder aan te nemen die optrad tegen scheuring en corruptie. Het was paus Alexander II, mogelijk een leerling van Lanfranc en zeker een goede vriend, die de Normandische verovering van Engeland de pauselijke zegen gaf - op dat moment een opmerkelijk voordeel voor Willem, maar daarna de oorzaak van ernstige verlegenheid.

## Aartsbisschop van Canterbury
Toen de aartsbisschoppelijk zetel van Rouen als volgende vacant viel (1067), gingen de gedachten van de kiesmannen al snel uit naar Lanfranc. Hij bedankte echter voor deze eer. Dat was niet het geval toen hij drie jaar later werd genomineerd als primaat van de Engelse kerk. Zodra Stigand op 15 augustus 1070 canoniek was afgezet, reisde hij naar Engeland. Reeds twee weken later, op 29 augustus 1070, werd hij tot aartsbisschop van Canterbury gewijd. De nieuwe aartsbisschop begon onmiddellijk met een politiek van reorganisatie en hervorming. Zijn eerste moeilijkheden waren met Thomas van Bayeux, de aartsbisschop-elect van York, (een van zijn andere oud-leerlingen). Thomas van Bayeux beweerde dat zijn aartsbisdom onafhankelijk was van dat van Canterbury. Hij eiste de kerkelijke jurisdictie over het grootste deel van Midden-Engeland op. Dit was het begin van een langlopend geschil tussen de bisdommen van Canterbury en York, dat meestal aangeduid wordt als de Canterbury-York-controverse.
Tijdens het bezoek aan de paus om zijn pallium te ontvangen, kreeg hij van paus Alexander II bevel om de betwiste punten door een synode van de Engelse kerk te laten beslechten.  Deze synode werd in 1072 gehouden in Winchester. De uitkomst was de bevestiging van het primaat van de aartsbisschop van Canterbury; toch was Lanfranc nooit in staat om de besluiten van de synode van Winchester formeel door de paus te laten bekrachtigen, vermoedelijk als een gevolg van de dood van Alexander II in 1073 en diens opvolging door Paus Gregorius VII. 
Lanfranc stond Willem de Veroveraar bij in diens politiek om de onafhankelijkheid van de Engelse kerk te handhaven; op enig moment lijkt hij een voorkeur te hebben gehad voor het innemen van een neutrale houding ten aanzien van de conflicten tussen het pausdom en het Heilig Roomse keizerrijk. In de binnenlandse aangelegenheden van Engeland spreidde de aartsbisschop een grotere geestelijke geloofsijver ten toon. Zijn grote doel was om de Kerk uit de ketenen van corruptie te bevrijden. Hij was verder een genereuze patroon van het monnikendom. Ook trachtte hij het celibaat aan de seculiere geestelijkheid op te leggen.
Lanfranc verkreeg de toestemming van de koning om kerkelijke zaken in synodes af te handelen. In de gevallen van Odo van Bayeux (1082) (zie proces van Penenden Heath) en van Willem van Sint Calais, bisschop van Durham (1088), gebruikte hij zijn juridische spitsvondigheden om processen, waar bisschoppen voor lekentribunalen werden gedaagd, te rechtvaardigen.
Lanfranc versnelde het proces om in alle van belang zijn posities zoveel mogelijk Angelsaksen te vervangen door Normandiërs; hoewel zijn genomineerden meestal respectabel waren, kan niet worden gezegd dat ze allemaal beter waren dan de mannen die zij vervingen. Lanfranc voerde dus een actieve discriminatiepolitiek tegen Angelsaksen. Voor deze vermenging van seculiere en geestelijke doelstellingen had hij echter het volgende excuus. Door lange traditie had de primaat van de Engelse kerk het recht verkregen op een leidende positie in adviesorganen van de koning; de belangen van de Kerk vereisten dat Lanfranc zijn macht op een manier gebruikte, die de koning niet onwelgevallig was. In dit streven was Lanfranc niet onsuccesvol. Bij afwezigheid van Willem I uit Engeland trad Lanfranc verschillende malen als zijn plaatsvervanger op.
Lanfrancs grootste politieke dienst aan Willem de Veroveraar vond in 1075 plaats. Lanfranc ontdekte en verijdelde een samenzwering onder leiding van de graven van Norfolk en Hereford. Waltheof II van Northumbria, een van de rebellen, verloor echter al snel de moed en biechtte de samenzwering op aan Lanfranc, die vervolgens graaf Roger de Breteuil, de graaf van Hereford aanspoorde om op zijn schreden terug te keren en te bedenken aan wie hij een eed van trouw had gezworen. Toen deze dit niet deed excommuniceerde hij Roger en diens aanhangers. Hij deed zijn best om het leven van Waltheof te laten sparen. In zijn verdedigingsrede portretteerde hij Waltheof als een onschuldig slachtoffer van de misdaden van anderen. Lanfranc leefde op voet van vriendschap met de later heilig verklaarde bisschop Wulfstan van Worcester.
Na de dood van Willem de Veroveraar in 1087 verzekerde Lanfranc de opvolging van William Rufus, dit ondanks de ontevredenheid van de Anglo-Normandische baronnen; In 1088 speelde zijn aansporingen een belangrijke rol in de beslissing van de Engels milities aan de kant van de nieuwe soeverein tegen Odo van Bayeux en andere aanhangers van hertog Robert te vechten. Als tegenprestatie eiste hij van Rufus beloften van rechtvaardig bestuur; hij was ook niet bang om verhaal te halen wanneer deze beloften later werden genegeerd. Zolang hij leefde kon hij de ergste neigingen van de administratie van de nieuwe koning de kop indrukken. Maar zijn verzachtende invloed zou maar een jaar duren. In 1089 werd hij getroffen door een koorts, waaraan hij op 24 mei van dat jaar stierf. Hij was toen ruim over de tachtig. Zijn dood werd algemeen betreurd.

## Evaluatie
Ondanks enkele duidelijke morele en intellectuele tekortkomingen, was hij de meest vooraanstaande en belangeloze van degenen die een actieve rol hadden gespeeld in het project van Willem I om de Normandische heerschappij op te leggen aan het Engels kerk en het Engelse volk. Als politicus slaagde hij er in enige mate in om het traditionele ideaal van zijn ambt te handhaven; in zijn rol als primaat verhoogde hij de normen van kerkelijke discipline en onderwijs. In theorie bedacht door hervormingsgezinde pausen, zoals Paus Leo IX, leidden zijn hervormingen onvermijdelijk tot gespannen verhoudingen tussen kerk en staat; Lanfranc van Bec wist het evenwicht te vinden, maar het evenwicht was instabiel en was te veel afhankelijk van Lanfrancs persoonlijke invloed op Willem de Veroveraar.

## Zaligverklaring
De inspanningen vanuit Engeland en met name vanuit Canterbury om hem de status van heilige te laten toekennen hadden buiten Engelse Benedictijnse kringen slechts een sporadisch en beperkt effect. Lanfranc werd echter in 1931 geëerd toen The Archbishop Lanfranc School werd geopend in Croydon, waar hij in de Old Palace had gewoond. Een deelcollege van de universiteit van Canterbury, Christ Church heeft zijn moderne woonblok voor studenten Lanfranc House genoemd. Hij is ook vernoemd in straatnamen in Londen en Worthing in West Sussex.
Lanfrancs naam werd opgenomen in de Romeinse Martyrologie. Hij verkreeg de rang van beatus. Zijn feestdag wordt gevierd op 28 mei.

## Voetnoten
1. ↑  (en)  Catholic Encyclopedia (1913) / Lanfranc. Gearchiveerd op 12 juli 2022.
2. ↑  Fryde, E.B., Greenway, D.E., Porter, S., Roy, I., Handbook of British Chronology, 3e herziene druk, Cambridge University Press, Cambridge, 1996, ISBN 0-521-56350-X
3. ↑  Barlow, Frank, The English Church 1066–1154: A History of the Anglo-Norman Church, Longman, New York, 1979, ISBN 0-582-50236-5, blz. 39-42
4. ↑  Santi e beati, Lanfranco di Canterbury (Lanfranc van Bec)
5. ↑  Farmer, David Hugh, Oxford Dictionary of Saints, Oxford University Press, 2004, 5e editie, Oxford, UK, blz. 309-310, ISBN 978-0-19-860949-0

- Biblioteca Nacional de España: XX1184364
- Bibliothèque nationale de France: cb118867419 (data)
- CiNii: DA04405194
- Gemeinsame Normdatei: 11856921X
- International Standard Name Identifier: 0000 0001 0919 943X
- Library of Congress Control Number: n85388902
- Nationale Bibliotheek van Letland: 000231603
- Bibliotheek van het Japanse parlement: 00910134
- Nationale Bibliotheek van Tsjechië: mzk2004252108
- Nationale bibliotheek van Australië: 54957027
- Nationale Bibliotheek van Israël: 987007264365505171
- Nationale Bibliotheek van Polen: a0000002777945
- Nederlandse Thesaurus van Auteursnamen: 06861375X
- Istituto Centrale per il Catalogo Unico: CFIV053765
- LIBRIS: 237682
- SNAC: w6vz6sv7
- Système universitaire de documentation: 032693176
- Trove: 1600999
- Virtual International Authority File: 82939845
- WorldCat: E39PCjv4KtyGmjVb4yrhcggCXq